# Garfield - Il supergatto
Garfield - Il supergatto (Garfield's Pet Force) è un film d'animazione in computer grafica realizzato nel 2009 come seguito di Garfield e il laghetto magico, ed è liberamente ispirato a Pet Force, serie di libri spin-off di Garfield in cui i personaggi principali sono supereroi.

## Trama
Garfield e i suoi amici si trovano a dover combattere un'imprevista minaccia che proviene dal mondo dei fumetti. La terribile Vectrix infatti ha rubato un'invenzione capace di sottomettere sia il mondo dei fumetti che quello dei cartoni. Questa terribile arma può mischiare le molecole oggetti e persone: le vittime vengono trasformate in zombie. Il coraggioso supereroe Garzooka arriva nel mondo dei cartoni per chiedere l'aiuto degli amici di Garfield, che vengono trasformati nell'intrepida Pet Force. Tutti verranno però ridotti allo stato di zombie. L'intero universo è in pericolo e l'unica speranza di salvezza resta il pigro Garfield.

## Distribuzione
Negli Stati Uniti d'America il film è stato pubblicato direttamente in home video il 16 giugno 2009 mentre in Italia è uscito nei cinema il 1º giugno 2011 distribuito da Medusa Film in 3D.